# Proyecto Starlink
El Proyecto Starlink  fue un proyecto astronómico computacional del Reino Unido, que proporcionaba software de reducción de datos astronómicos. Hasta finales de los noventa también proporcionó hardware y personal de administración de sistemas a los institutos astronómicos del Reino Unido. En esto era análogo al IRAF estadounidense, con el que mantenía una larga y amistosa rivalidad.
El Proyecto empezó formalmente en 1980, aunque su patrocinio había sido aprobado un año antes, así como también se había empezado algún trabajo. Fue cerrado cuando su patrocinio fue retirado en 2005. Sin embargo, el software está todavía disponible.

## Historia
Desde el principio, el proyecto trató de abarcar el siempre creciente volumen de datos que los astrónomos tenían que manejar. Un artículo de 1982 afirmaba que los astrónomos volvían de sus observaciones (que duraban sobre una semana en un telescopio lejano) con más de 10 Gigabits de datos en una cinta. Al final de su vida, el proyecto se extendía con librerías para manejar datos de más de 4 Gigabytes por imagen.
El Proyecto proporcionaba (comprado de manera centralizada y por tanto discontinua) hardware, administradores de sistema profesionales, y los desarrolladores para escribir las aplicaciones de reducción de datos para la comunidad astrónoma del Reino Unido y demás.
En su pico de tamaño a finales de los ochenta y principios de los noventa, el Proyecto estaba presente en unos 30 lugares, la mayoría localizados en universidades del Reino Unido con departamentos astronómicos, y en instalaciones en el Joint Astronomy Centre, el origen de UKIRT y de JCMT en Hawái. El número de desarrolladores en activo fluctuaba entre cinco y la docena.
En 1982 había 17 personas en el proyecto, dando servicio a unos 400 usuarios en seis lugares, usando siete VAXes (seis 11/780s y un 11/750, representando un total de 6.5 GB de espacio en disco). Estaban conectados con el exterior mediante red, primero con DECNET y después con X.25.
Entre 1992 y 1995 el proyecto cambió a Unix (y la red al protocolo TCP/IP), soportando Digital UNIX en DEC Alphas, y Solaris en Suns. A finales de los 1990s comenzó además a soportar Linux, y en 2005 comenzó a soportar Red Hat Linux, Solaris, y Digital/Compaq Unix. Aproximadamente en este tiempo el proyecto pasó a ser de código abierto (utilizando la licencia GPL; anteriormente tenía una licencia 'solo para uso académico'), y se volvió a trabajar en su sistema de compilación, así ahora el software puede ser compilado en un rango mucho más amplio de sistemas de estándar POSIX, incluyendo Mac OS X y Cygwin.